# Lérici de Ucrania
Lérici es un consulado, colonia y castillo genoveses de los siglos XIV al XV, ubicado originalmente en tierras de la Horda de Oro y hoy en el término de Dniprovske, a orillas del estuario del Bug (en turco: limán del Bug), en la desembocadura del Dniéper.  El sitio arqueológico se encuentra a 45 kilómetros al suroeste de Nicolaiev y 30 kilómetros al este de Ochakov.  Al castillo se le ha llamado también castillo de Illice, y al sitio, lugar de Íllice (latín: Locum Illicis).    Es posible que los Rus' hayan denominado al lugar Oleshe, y no sin razón, puesto que se encuentra Lérici apenas a 11 kilómetros al sur de la griega Olbia, colonia de Mileto.  En todo caso, los polacos llaman Oleszki a Lerici.  Amén de haber sido a su vez posesión tártara y genovesa, el sitio fue también, en su época, lituano.
Lérici fue clave por su estratégica posición en la Gazaria de los genoveses, aparte de ser escala en la ruta comercial genovesa Cafa-Pera; sobre todo, fue la principal fortaleza de Génova al norte de su Crimea.

## Historia
Ya en 1373 había en Lérici una misión de la orden Franciscana. En 1374 se tiene noticia de la existencia de un consulado genovés en Lérici.
En 1381-1382, los embajadores genoveses provenientes de la colonia italiana de Licostomo (en la presente Rumania) pasaron por el distrito de Illice de la Horda de Oro, el cual era a la sazón señorío de Akbuga, quien pudo haber sido hijo de un cristiano de la Horda.  Los genoveses compraron a los tártaros el derecho a construir el castillo de Illice o Lérici.  Luca Balbi mandó construir una fortaleza, la cual vendió en 1440 a Brunoro Salvaigo, quien rápidamente la negoció en 1441 a la alcaldía de Cafa, en la Crimea italiana.  Recibió la fortaleza continuo mantenimiento, y, tras ser encomendada la responsabilidad a la familia italiana Senarega, permitió a esta última monopolizar el comercio de grano con los tártaros.
Génova perdió Lérici en mayo de 1455, cuando 60 valacos de Moncastro arribaron a la colonia, fingiendo ser pescadores.  El ataque alcanzó éxito merced a la acción de unos rehenes rumanos dentro de Lérici, quienes asesinaron a la guardianía de la torre y abrieron las puertas del fuerte.  A su vez, los rumano-moldavos perdieron Lérici ante los turcos en 1475.

## Sitio arqueológico
Se cree que el sitio arqueológico hoy conocido como "Dniprovske-2", en una pequeña colina a orillas del estuario, alberga parte de las ruinas del castillo de Lérici.